# بادام‌زار (دزپارت)
بادام‌زار، روستایی در دهستان دنباله‌رود شمالی بخش مرکزی شهرستان دزپارت در استان خوزستان ایران است.

## جمعیت
بر پایه سرشماری عمومی نفوس و مسکن در سال ۱۳۹۵، جمعیت این روستا برابر با ۳۱ نفر (۸ خانوار) بوده است.